# Testa di Liconi

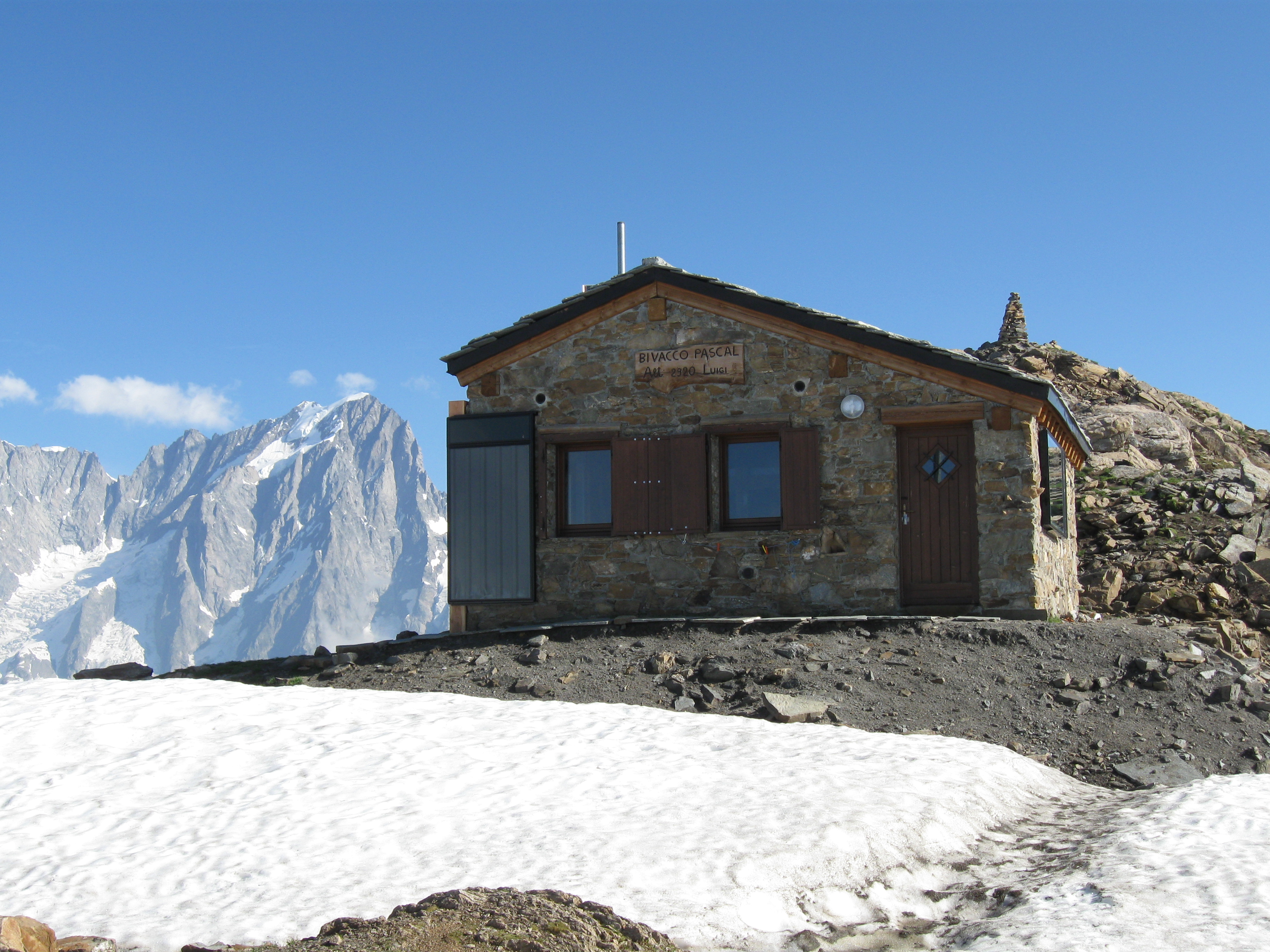
Il Bivacco Luigi Pascal con subito dietro la vetta della montagna.

La Testa di Liconi o di Licony (2.929 m s.l.m. - Tête de Licony in francese), è una montagna delle Alpi del Grand Combin (Alpi Pennine) che si trova nel comune di Morgex, in Valle d'Aosta.

## Caratteristiche
La montagna è collocata ad est di Courmayeur lungo la cresta che chiude a sud la Val Ferret e che conduce prima alla Grande Rochère e poi al Grand Golliat.
Poco sotto la vetta si trova il Bivacco Luigi Pascal e poco a nord vi è il Lago di Licony.
Per la sua posizione dalla vetta si gode di un'ampia visione del Massiccio del Monte Bianco.